# Distrito de Hildesheim
El Distrito de Hildesheim (en alemán: Landkreis Hildesheim) es un Landkreis (distrito) ubicado en la parte meridional de Baja Sajonia (Alemania. El distrito limita al oeste con el Distrito de Hameln-Pyrmont, al norte con la Región de Hannover y el distrito de Peine, al este con el distrito de Wolfenbüttel y la ciudad de Salzgitter al sur con los distritos de  Goslar, Northeim y Holzminden. La capital del distrito es Hildesheim.

## Geografía
El distrito de Hildesheim posee numerosos paisajes a través tanto de las montañas como de la llanura del norte de Alemania. El distrito se encuentra inmerso en las mediaciones de la comarca del Hildesheimer Börde y del Calenberger Börde, así como las zonas boscosas del Innerstebergland y Leinebergland. Al sur del distrito se encuentran las montañas y cordilleras de Osterwald, Thüster Berg, Ith, Hils, las Sieben Berge (Schneewittchen), se encuentran las estribaciones del Bosque de Hildesheimer, el bosque de Duinger, Hainberg, Sackwald y Selter. 
El distrito de Hildesheim tiene una expansión territorial a lo largo del eje Norte-Sur de 45 km (desde Ummeln hasta Wetteborn), en el eje que va desde el Este-Oeste posee una expansión de 49 km (Cappellenhagen hasta Söhlde). 

## Empresas
Algunas de las empresas más importantes de la zona son Blaupunkt (Hildesheim), Bosch (Hildesheim), GEA-Ecoflex (Sarstedt), WABCO, Landré (ambos en Gronau), Meteor Gummiwerke (Bockenem), Sappi (Alfeld), etc.

## Composición del distrito
(Habitantes a 30 de junio de 2005)

Unión de Municipios
| - 1. Alfeld, ciudad (21075) - 2. Algermissen (8293) - 3. Bad Salzdetfurth, Ciudad (14350) - 4. Bockenem, Ciudad (11214) - 5. Diekholzen (6872) - 6. Elze, Ciudad (9550) - 7. Giesen (9983) | - 8. Harsum (12228) - 9. Hildesheim, Gran ciudad independiente (102767) - 10. Holle (7405) - 11. Nordstemmen (13205) - 12. Sarstedt, Ciudad (18539) - 13. Schellerten (8647) - 14. Söhlde (8340) |

Samtgemeinden
* posición de la administración
| - 1. Samtgemeinde Duingen (5667) 1. Coppengrave (714) 2. Duingen, Flecken * (3056) 3. Hoyershausen (533) 4. Marienhagen (907) 5. Weenzen (457) - 2. Samtgemeinde Freden (Leine) (5350) 1. Everode (526) 2. Freden * (3452) 3. Landwehr (589) 4. Winzenburg (783) - 3. Samtgemeinde Gronau (14717) 1. Banteln (1670) 2. Betheln (1082) 3. Brüggen (966) 4. Despetal (1399) 5. Eime, Flecken (2899) 6. Gronau, Ciudad * (5459) 7. Rheden (1242) | - 4. Samtgemeinde Lamspringe (6336) 1. Harbarnsen (696) 2. Lamspringe, Flecken * (3241) 3. Neuhof (460) 4. Sehlem (1011) 5. Woltershausen (928) - 5. Samtgemeinde Sibbesse (6510) 1. Adenstedt (1113) 2. Almstedt (1009) 3. Eberholzen (638) 4. Sibbesse * (2800) 5. Westfeld (950) |